# Emil Hecker
Emil Hecker (* 4. Juni 1897 in Hamburg; † 11. Juli 1989 in Brunsbüttel) war ein deutscher Schriftsteller.

## Leben
Emil Hecker wuchs im Hamburger Stadtteil Billwerder als Einzelkind auf. Sein Vater war der Kaufmann Emil Friedrich Julius Hecker, seine Mutter die Kaufmannstochter Wilhelmine Catharine Maria Hecker, geb. Cohrs. Seine Eltern hatten eine Tochter, die aber bereits vor Heckers Geburt verstorben war. Ab 1903 besuchte er die Vorschule des Johanneums, 1906 wechselte er auf das Wilhelm-Gymnasium. Bereits 1904 waren Heckers Eltern nach Brunsbüttel, der Geburtsstadt seines Vaters gezogen, um den Zeugladen dessen Vaters weiterzuführen. Außerdem war Hecker senior Inhaber einer Versicherungsagentur, eines so genannten Brandkassengeschäfts. Emil Hecker blieb bei den Großeltern mütterlicherseits in Hamburg und legte 1916 sein Notabitur ab, danach wurde er zum Kriegsdienst eingezogen. Schwer verwundet, geriet er in belgische Gefangenschaft und kam in ein Lazarett, wo ihm ein Bein amputiert werden musste. Erst 1919 kehrte Hecker nach Hamburg zurück und begann im darauffolgenden Jahr ein Medizinstudium in seiner Geburtsstadt, das er 1922 aufgrund seines schlechten Gesundheitszustandes jedoch wieder aufgeben musste.
Hecker zog daraufhin ebenfalls nach Brunsbüttel und begann eine Tätigkeit in der Versicherungsagentur seines Vaters. Nachdem er bereits während seiner Schulzeit für kurze Zeit Redaktionsleiter der Schülerzeitung gewesen war, begann er mit dem Schreiben von Geschichten und Gedichten in überwiegend niederdeutscher Sprache. Hecker lernte schließlich Ivo Braak kennen, der ihm nahelegte, seine Geschichten an den Rundfunk zu schicken. Am 4. Januar 1930 sprach der Schauspieler Hans Langmaack zum ersten Mal ein Gedicht Heckers im damaligen Nordischen Rundfunk, der NORAG. Heckers Gage betrug 22 Reichsmark. Seine Arbeiten fanden nun regelmäßig den Weg in die Rundfunkanstalten. 1973 sendete der Norddeutsche Rundfunk innerhalb seiner Sendung Von Binnenland und Waterkant als 1000. Beitrag die 350. Erzählung Heckers.
Hecker schrieb neben heiteren Alltagsbegebenheiten auch ernste Beiträge. Bereits 1928 war sein erstes Buch Vun Dörp un Diek mit Gedichten und Geschichten erschienen, mehr als ein Dutzend weitere folgten bis in die 1980er Jahre hinein. Nach seinem Tod wurde noch der Band Hart wes man tofreden herausgegeben, 2014, auf Initiative von Heckers Witwe, Douaumont, benannt nach dem gleichnamigen, im Ersten Weltkrieg heftig umkämpften Fort Douaumont, veröffentlicht und von der Hamburger Carl-Toepfer-Stiftung zum plattdeutschen Buch des Jahres 2014 gekürt. Hecker hatte erst in den 1960er Jahren seine Kriegserlebnisse in 20 Gedichten zu Papier gebracht, zu Lebzeiten aber vergeblich versucht, sie zu veröffentlichen.
Darüber hinaus verfasste Hecker eine Vielzahl von Hörspielen und Theaterstücken, dazu musikalische Werke wie z. B. die von Otto Tenne vertonte Chorkantate To Nijoor oder die Kantate Leeven is starker as Dood mit der Musik von Hans Friedrich Micheelsen. Erhalten geblieben ist Heckers Stimme auf einer Schallplatte mit eigenen Werken unter dem Titel Emil Hecker vertellt spoßige Geschichten.
Emil Hecker war häufig zu Gast bei verschiedenen öffentlichen Veranstaltungen, auf denen er seine Werke vortrug. Dreimal verheiratet, zuletzt mit seiner langjährigen Mitarbeiterin Telse, geb. Stock, war er Vater von zwei Söhnen. Hecker starb, am Ende seines Lebens nahezu gehörlos, im Juli 1989 in Brunsbüttel und wurde auf dem dortigen Jakobusfriedhof beigesetzt.

## Werke (Auswahl)

### Musikalische Werke
- 1933: To Nijoor, Chorkantate, Vertonung: Otto Tenne
- 1938: Jugend voran, Kantate für Chor, Männerchor und Orchester, Musik von Heinrich Sthamer (Werk 73)
- 1949: Leven is starker as Dood, Kantate, Vertonung: Hans Friedrich Micheelsen
- 1949: Drei Lieder nach Gedichten von Emil Hecker, Vertonung: Hellmut Wormsbächer
- 1983: Plattdütsch wüllt wi blieven, Frauenchor, Vertonung: Hellmut Wormsbächer
- 1983: As en Krink, so loopt de Tiden, Vertonung: Hellmut Wormsbächer

### Hörspiele
- 1932: Peer Ruug
- 1934: Dusenddübelswarft
- 1934: Die letzte Fehde
- 1934: Up de Slüs
- 1934: Wi buut en hogen Diek üm’t Land!
- 1934: Ein Dithmarscher Hof
- 1934: Graf Rudolf up de Bökelnborg
- 1934: Vullmacht Eggert Lau
- 1935: Ick bün al hier!
- 1935: So singt un klingt de Dag in’t Dörp
- 1935: Mien Corden
- 1936: Suhl Hinners
- 1937: Up Hinksand
- 1937: Vadder Dood
- 1939: Ick weet ni, wat mit Lene is
- 1946: Hallo üm de Koh (plattdeutsche Übersetzung)
- 1947: Bie uns tohuus
- 1955: De Smitt un de Dood
- 1975: Waterstraat

### Bühnenstücke
- 1938: En Nacht vull Opregen (mit Wilhelm Ernst Asbeck)
- 1938: Kuddelmuddel (Musik von Otto Tenne)
- 1938: De Discher un sien Fleit (mit Wilhelm Ernst Asbeck)
- 1939: Wipp un Wupp, de beiden Snieder
- 1948: Klaas hett Glück
- 1949: Hans warrt König

### Bücher
- 1928: Vun Dörp un Diek
- 1931: Vun’t bunte Leben
- 1939: Störm över’t Watt
- 1939: Wipp un Wupp, de beiden Snieder
- 1948: Hans warrt König
- 1949: Ooltmoder von Husum
- 1950: Klaas hett Glück
- 1951: Markst Müs …?
- 1952: Diekersjungs
- 1957: Hatt geiht de Stroom
- 1957: In’n Glückputt langt
- 1958: Vun Lüüd as du un ick
- 1962: Wiehnachtsbööm
- 1962: Dat Dingerdonner Christnachtsspill
- 1964: Wunnerli Volk – de Minschen
- 1972: An de Klöndör
- 1974: Mit Öltüg un Südwester
- 1975: Hest dat al hört …?
- 1977: De Waggboom
- 1978: Uns Lüüd vun de Küst
- 1980: Spossige Geschichten
- 1982: Dor steiht en Stern an’n Heven
- 1983: Moin, Moin!
- 1997: Hart wes man tofreden
- 2014: Douaumont

## Auszeichnungen
Neben mehreren Hörspielpreisen:
- 1985: Kulturpreis des Kreises Dithmarschen.[4]